# Claudymar Garcés
Claudymar Garcés Sequera (2 de octubre de 1998) es una karateka venezolana. En 2019 ganó la medalla de plata en el evento femenino de kumite 61 kg en los Juegos Panamericanos en Lima, Perú.
Calificó para representar Venezuela en los Juegos Olímpicos de Tokio 2020, Japón, participando en el evento femenino de 61 kg.

## Carrera
En 2018 ganó la medalla de oro en el evento femenino de kumite 61 kg en los XXIII Juegos Centroamericanos y del Caribe de 2018 en Barranquilla, Colombia.
En 2021 calificó en el Torneo de Calificación Olímpico Mundial en París, Francia, para competir en los Juegos Olímpicos de Tokio 2020, Japón.

## Participación
| Año  | Competición                                | Sede                   | Posición | Evento       |
| ---- | ------------------------------------------ | ---------------------- | -------- | ------------ |
| 2018 | XXIII Juegos Centroamericanos y del Caribe | Barranquilla, Colombia | 1.º      | Kumite 61 kg |
| 2019 | Juegos Panamericanos de 2019               | Lima, Perú             | 2.º      | Kumite 61 kg |